# Xfce
Xfce — легке робоче середовище для Юнікс-подібних операційних систем. Мета — швидкість й мала ресурсоємність, водночас, привабливість й проста у використанні.
Xfce втілює традиційну філософію UNIX — модульність та повторне використання. Xfce складається з низки взаємозв'язаних компонентів, які, за бажанням, можна використати в інших проєктах. Серед таких компонентів:
- віконний менеджер;
- панель для запуску застосунків;
- дисплейний менеджер;
- менеджер керування користувацькими сесіями та контролю за енергоспоживанням;
- файловий менеджер — Thunar;
- веббраузер — Midori
- система налаштування параметрів оточення. Вони пакуються окремо й можна обрати серед наявних пакунків для створення власного робочого середовища.

Іншим пріоритетом Xfce є відповідність стандартам, особливо визначеним freedesktop.org.
Xfce встановлюється майже на всіх платформах UNIX: Linux, NetBSD, FreeBSD, Solaris, Cygwin, MacOS X, x86, PowerPC, Sparc та Alpha.

## Властивості та компоненти Xfce

### Загальне
- Відповідність специфікаціям Freedesktop для Window Manager hints, меню, тем іконок, XDG Basedir Specification, Xsettings protocol, drag and drop;
- Справжня підтримка кількох екранів та Xinerama;
- Підтримка режиму «кіоск» (kiosk mode) у якому дозволені користувачу дії можуть бути обмежені в xfce4-session, xfce4-panel і xfdesktop;
- Каркас для розробки програм;
- Підтримка згладжування шрифтів Xft;
- Ви можете встановлювати/запускати кожен модуль Xfce окремо. Дуже корисно якщо вам не потрібні всі або у вас дуже обмежені системні ресурси;
- Переклад понад 40-ма мовами.

### Бібліотеки
- libxfce4util — бібліотека для неграфічних допоміжних функцій;
- libxfcegui4 — віджети та допоміжні функції для створення графічних інтерфейсів;
- libxfce4mcs — бібліотека керування налаштуваннями, яка використовується практично всіма компонентами Xfce 4.

### Програми
Для Xfce написано багато програм, найвідоміші серед яких
- текстовий редактор — Mousepad;
- календар — Orage;
- аудіо-програвач — Xfmedia;
- термінал;
- файловий менеджер — Thunar;
- архіватор — Xarchiver;
- тощо.